# Torbiere di Lac Torond
Torbiere di Lac Torond este o arie protejată (arie specială de conservare — SAC, sit de importanță comunitară — SCI) din Italia întinsă pe o suprafață de 38 ha, integral pe uscat.

## Localizare
Centrul sitului Torbiere di Lac Torond este situat la coordonatele 46°14′17″N 11°59′29″E / 46.238056°N 11.991389°E.

## Înființare
Situl Torbiere di Lac Torond a fost declarat sit de importanță comunitară în mai 2002 pentru a proteja 1 specie de plante și 6 specii de animale. Situl a fost protejat și ca arie specială de conservare în iulie 2018.

## Biodiversitate
Situată în ecoregiunea alpină, aria protejată conține 3 habitate naturale: Mlaștini împădurite, Turbării active, Formațiuni ierboase bogate în specii de Nardus, dezvoltate pe substraturi silicioase în zone montane (și în zone submontane, în Europa continentală).
La baza desemnării sitului se află mai multe specii protejate:
- plante (1): papucul doamnei (Cypripedium calceolus)
- păsări (5): minunița (Aegolius funereus), cocoșul de mesteacăn (Bonasa bonasia), cristeiul de câmp (Crex crex), ciocănitoare neagră (Dryocopus martius), Lyrurus tetrix tetrix
- amfibieni (1): Triturus carnifex

Pe lângă speciile protejate, pe teritoriul sitului au mai fost identificate 5 specii de plante, 3 specii de amfibieni, 1 specie de reptile.